# Rozanda Lupu

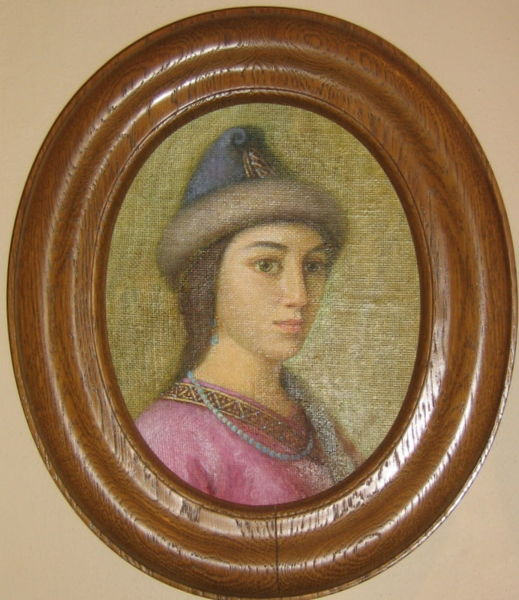
Rozanda Lupu

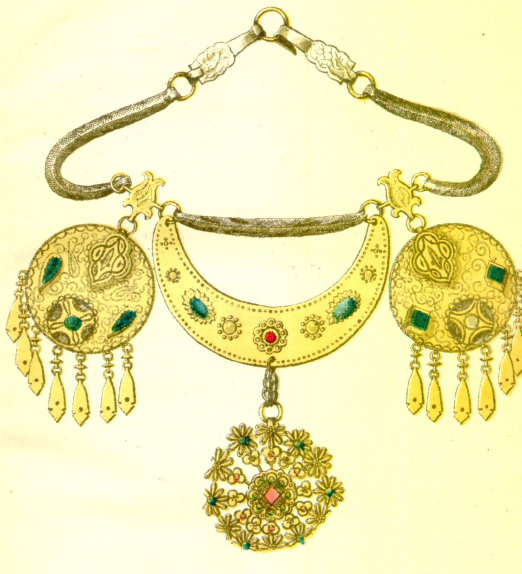
Naszyjnik noszony przez Rozandę

Rozanda Lupu (ur. 1630, zm. ok. 1686) – córka hospodara mołdawskiego Bazylego Lupu.

## Życiorys
Rozanda słynęła z wyjątkowej urody. Jej starsza siostra Maria Lupu była żoną księcia Janusza Radziwiłła.
Rozanda Lupu od 31 VIII 1652 r. była żoną Tymoszki Chmielnickiego (1632–1653), syna Bohdana Chmielnickiego. Po jego śmierci, tuż przed pogrzebem męża, który odbył się 27 grudnia 1653 w Czehrynie, Rozanda urodziła synów bliźniaków. Razem z nimi mieszkała jakiś czas w Subotowie, gdzie odwiedził ją patriarcha Antiochii Makary. Później przeniosła się do podarowanego Bohdanowi Chmielnickiemu majątku Zinków w rejonie Połtawy.

## Dalsze losy Rozandy

### Ukraińska wersja
Krążyły pogłoski, że po śmierci Tymoszki w 1661 r. jego młodszy brat Jerzy Chmielnicki wydał ją za mąż za francuskiego szlachcica, Henry de Boa, który był pierwotnie w służbie króla polskiego, a później dołączył do zaporoskiej armii, przeszedł na prawosławie i odtąd nazywał się Andriej Antonow. Z małżeństwa z Antonowem Rozanda miała syna Piotra. Przez pewien czas mieszkali nad Dniestrem, w miejscowości Raszków (na pewno do 1671, kiedy listownie wspominał o niej hetman Sobieski: pani teraźniejsza jego zowie Dumna, bo jest hospodarówna, co była za synem Chmielnickiego). Kiedy władze w Mołdawii przejął brat Rozandy Stefan Lupu, próbował ściągnąć do Mołdawii siostrę, nawet przysłał na Ukrainę specjalną eskortę. Jednak Kozacy przepędzili tę eskortę z Raszkowa i Rozanda pozostała na Ukrainie.

### Wersja mołdawska
Historyczne źródła pochodzenia mołdawskiego, poinformowały, że od 1666 roku, dwadzieścia lat swego życia Rozanda mieszkała w Mołdawii – do czasu, kiedy podczas jednego z konfliktów polsko-mołdawskich, dostała się do niewoli polskich żołnierzy, którzy zdobyli twierdzę Neamț i w 1686 (według innych danych 1687) została zamordowana, jako synowa znienawidzonego przez Polaków Bohdana Chmielnickiego.